# Solifer
Solifer er en svensk producent af campingvogne og autocampere. Produktionen startede i 1964.
Oprindeligt byggede man vognene i Finland, men blev senere flyttet til Dorotea i Sverige, hvor også campingvognen Polar bygges.